# Босиком по парку (Театр имени Пушкина)
«Босиком по парку» — спектакль Театра имени Пушкина по пьесе популярного американского драматурга Нила Саймона. Премьера состоялась 6 марта 2010 года.

## Краткое содержание
Молодожёны Кори и Пол Бреттер пытаются привыкнуть к совместному существованию. Их жизнь кипит в маленькой квартирке с дырявой крышей, в гости захаживает сосед-хиппи, неожиданно наведывается тёща… Они страстно ссорятся и трогательно мирятся, решают развестись и мечтают быть вместе всю жизнь. Любовную лодку то и дело трясёт от столкновений с бытом, и их чувства проходят серьёзную проверку на прочность.

## Действующие лица
- Пол Бреттер — Владимир Жеребцов
- Кори Бреттер — Анна Бегунова
- Миссис Бэнкс — Ирина Бякова
- Виктор Веласко — Александр Арсентьев
- Телефонный мастер — Константин Похмелов

## Режиссёр о спектакле
«История, написанная Нилом Саймоном — очень добрая, жизненная. Её герои — люди без всяких вредных привычек и психических отклонений. Отцы тут не женятся на дочках, матери не насилуют своих сыновей. Герои пьесы „Босиком по парку“ даже не предполагают, что в жизни такое возможно. И, кроме того, это люди, которых не мучают социальные проблемы, хотя они живут в бедности. Удивлять зрителей буду, но не скажу, чем. Пусть смотрят спектакль. Могу сказать, что не собираюсь устраивать цирка на сцене. И что я хочу сделать не спектакль со звёздами, а спектакль-звезду».— Евгений Писарев

## Пресса о спектакле
«В голливудской экранизации 1967 года главные роли исполняли Джейн Фонда и Роберт Рэдфорд. В спектакле Театра им. Пушкина играют молодые звёзды [Владимир Жеребцов] и Анна Бегунова. Тонкий психологизм, ирония, лиризм без слащавости — неудивительно, что во всех странах эту пьесу публика любит смотреть, а актёры — играть».— Марина Шимадина, «Ваш досуг»

«Бытовую комедию окрасили индийскими мотивами — музыкой, костюмами, ярким чисто индийским финалом. И памятуя, что „слоны в диковинку у нас“, без этого символа спектакль не обойдётся. Декорации (Мария Рыбасова) удачны, но не лишены экстремальности. Выполненные под углом, они заставляют понервничать зрителей, волнующихся за актёров, играющих буквально над бездной. Впрочем, актёры и держатся, и играют весьма уверенно»— Эмилия Деменцова, «Наш фильм»
.

"Театральной копией индийского фильма спектакль не назовёшь. В нём нет приторной «сладости» чувств. Её заменила острота и эксцентричность. У каждого из героев есть какая-нибудь странность. Рассказ об их приключениях получился живым, весёлым и сияет добрым юмором. И кроме того, они так часто балансируют на опасной высоте, что новую работу Писарева запросто можно назвать «босиком по крышам».— Юрий Тимофеев, «Новые известия»